# August Wöhler
Pour les articles homonymes, voir Wöhler.
August Wöhler, né le 22 juin 1819 à Soltau et mort le 21 mars 1914 à Hanovre, était un ingénieur prussien spécialisé dans le comportement mécanique des fontes et des aciers, notamment connu pour ses travaux sur la fatigue des métaux. Il a laissé son nom à la courbe de Wöhler, qui donne la contrainte appliquée en fonction du nombre de cycles à rupture.

## Biographie

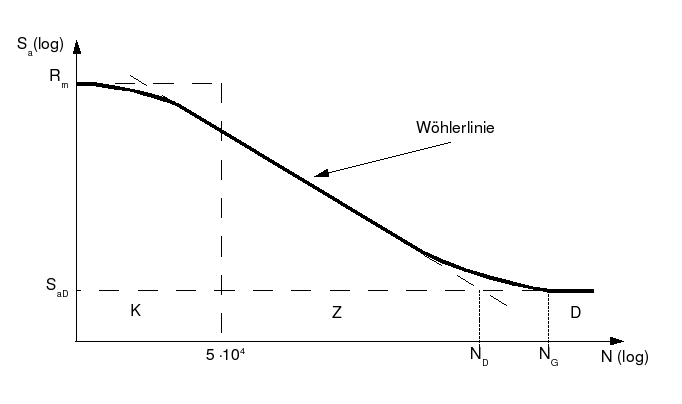
Courbe de fatigue de Wöhler, représentant en échelles logarithmiques la contrainte à rupture en fonction du nombre de cycles de chargement.

Fils d'un enseignant, Wöhler entame ses études à la Haute école professionnelle de Hanovre en 1835. Il a bénéficié d'une bourse pour laquelle il devait travailler dans un atelier après l'obtention du diplôme. À partir de 1841, il a été employé par l'entreprise Borsig à Berlin puis par la compagnie ferroviaire publique du royaume de Hanovre. En 1847, il fut nommé ingénieur en chef chez le Chemin de fer Basse Silésie-Markish à Francfort-sur-l'Oder. Après la nationalisation de la société en 1852, Wöhler a été fonctionnaire des Chemins de fer d'État de la Prusse jusqu'en 1869. En 1874, il s'est installé à Strasbourg où il occupait un poste à la Direction générale impériale des chemins de fer d'Alsace-Lorraine.
Jusqu'à ce que Wöhler, se fondant sur le rôle des contraintes alternées dans la propagation des fissures, élabore un critère d’endommagement lié à la fatigue des matériaux, de nombreux accidents (particulièrement de chemins de fer) s'étaient produits par rupture des essieux, car on pensait que ces pièces étaient correctement calculées avec les formules classiques (statiques) de la résistance des matériaux. 

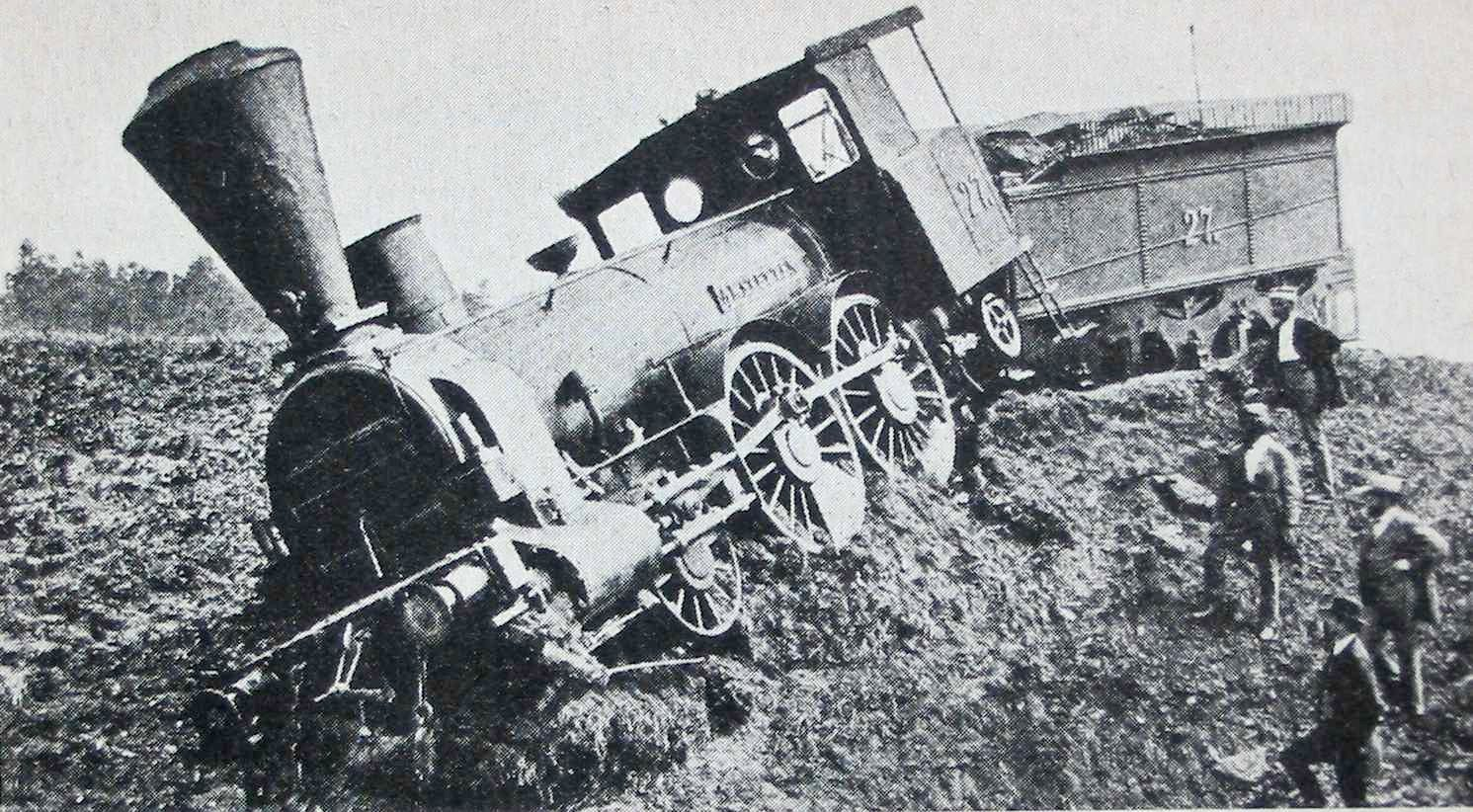
La locomotive déraillée.

Le 19 octobre 1875, la locomotive à vapeur Amstetten desservant la ligne ferroviaire de Salzbourg à Linz dérailla près de la gare de Timelkam ; personne n'a été blessé. Contrairement à ce que l'on supposait jusqu'ici, Wöhler parvint ainsi à démontrer que la cause de l'accident n'était pas un défaut matériel mais la ruine par fatigue d’une bande de roulement. On ignorait alors que la charge de rupture cyclique d’un matériau est inférieure à sa charge de rupture statique : il devait revenir à August Wöhler de mettre ce fait en évidence.